# Jeffrey de Graaf
Jeffrey de Graaf (Den Helder, 21 november 1990) is een Nederlands-Zweeds darter die speelt bij dartsbond PDC. Hij komt uit onder de Zweedse vlag.

## Carrière

### BDO-carrière

#### 2012
In 2012 begon De Graaf met het gooien van het internationale circuit. Hij boekte al in maart zijn eerste internationale toernooizege door het Isle of Man Open te winnen. Later in het jaar won hij ook het Roemeense Open. In oktober maakte De Graaf zijn televisiedebuut op de Winmau World Masters, waar hij bij de laatste 32 met 3-0 van Wesley Harms verloor. In december speelde De Graaf ook de Zuiderduin Masters. Hier won hij zijn eerste wedstrijd in de poule met 5-1 van Richie George, waarna hij in de tweede partij ook met 5-1 te sterk was voor Jan Dekker. Hierdoor overleefde hij de poulefase, waarna hij in de kwartfinale met 3-2 in sets verloor van Ross Montgomery.

#### 2013
In januari 2013 maakte De Graaf ook zijn debuut op het WK van de BDO, ook wel Lakeside genoemd. Hij verloor hier in de eerste ronde met 3-2 van landgenoot Jan Dekker, nadat hij in de beslissende set één wedstrijdpijl had gemist. Verder won De Graaf in maart het Open Denemarken, waarna hij in augustus ook het Open Zweden op zijn naam schreef. Tijdens de Winmau World Masters werd hij bij de laatste 32 uitgeschakeld door Danny Noppert. De Graaf wist zich niet te kwalificeren voor de Zuiderduin Masters.

#### 2014
De Graaf wist zich ook te plaatsen voor Lakeside 2014, waar hij in de eerste ronde lootte tegen de Engelsman Martin Atkins. Hij kwam in deze partij geen moment in zijn spel en ging kansloos met 3-0 ten onder. In februari haalde hij de kwartfinale op de allereerste BDO World Trophy, waarin hij verloor van James Wilson. Verder won De Graaf in de rest van het jaar wederom twee internationale titels: de Denmark Masters en het Open Finland. In oktober verloor hij wederom bij de laatste 32 op de Winmau World Masters. De Graaf wist zich ook voor de Zuiderduin Masters te kwalificeren, waar hij beide groepswedstrijden verloor van respectievelijk Remco van Eijden en Geert de Vos.

#### 2015
In januari 2015 speelde De Graaf zijn Lakeside. Hij kwam wederom niet voorbij de eerste ronde door met 3-0 te verliezen van Brian Dawson. In februari was De Graaf wel succesvol op de BDO World Trophy door de finale te bereiken. Hij miste in de finale één wedstrijdpijl voor de titel en verloor met 10-9 van de Belg Geert de Vos. Daarnaast wist hij gedurende het jaar liefst 3 titels te winnen: het Open Duitsland, de Denmark Masters en het Open België. Op de Winmau World Masters werd hij voor de vierde maal bij de laatste 32 uitgeschakeld. In december speelde De Graaf de Finder Darts Masters, voorheen de Zuiderduin Masters. Hij verloor hier zijn eerste wedstrijd met 5-3 van Pip Blackwell, waarna een 5-4 overwinning op Martin Phillips niet meer voldoende bleek om de poule door te komen.

#### 2016
Op de Lakeside van 2016 strandde De Graaf andermaal in de eerste ronde. Hij verloor nu in de eerste ronde met 3-2 van landgenoot Richard Veenstra.
Enkele dagen na zijn verloren wedstrijd werd bekend dat De Graaf de overstap naar de PDC ging maken.

### PDC-carrière

#### 2016
De Graaf nam eerst deel aan de Qualifying School, waar hij succesvol was op de derde dag door een tourkaart te bemachtigen. Vervolgens kwalificeerde hij zich voor de UK Open. Nadat hij was begonnen met een 6-5-overwinning in de tweede ronde, verloor hij in de derde ronde met 9-8.
In december 2016 debuteerde De Graaf op de PDC World Darts Championship van 2017. In de eerste ronde trof hij landgenoot en voormalig BDO-wereldkampioen Jelle Klaasen. De wedstrijd werd door De Graaf verloren met 3-1 in sets.

#### 2018
In 2018 plaatste De Graaf zich voor de tweede keer voor het PDC-WK. Hij verloor in de eerste ronde (laatste 96) van de Filipijnse Noel Malicdem.

#### 2023
Op het PDC World Darts Championship 2024, dat startte in december 2023, versloeg De Graaf Ritchie Edhouse en José de Sousa, waarna Rob Cross te sterk bleek. Hij kwalificeerde zich voor het toernooi door als tweede te eindigen op de Order of Merit van de Nordic & Baltic Tour. Tijdens die reeks toernooien werd hij tweemaal winnaar en tweemaal tweede.

#### 2024
Op de Q-School in januari 2024 bemachtigde de darter opnieuw een tourkaart en daarmee voor minimaal twee jaar toegang tot het professionele circuit.
Door tijdens Players Championships 10 achtereenvolgend Owen Bates, Mike De Decker, Matt Campbell, Thibault Tricole, Scott Williams en Krzysztof Ratajski te verslaan, bereikte De Graaf de finale, waarin Brendan Dolan met een uitslag van 8-4 aan hem voorbijging.
Op de World Cup of Darts kwam De Graaf samen met Oskar Lukasiak uit voor Zweden. In de groepsronde won het tweetal van de spelers uit Spanje en Gibraltar. In de knock-outfase passeerde het koppel de Tsjechen, waarna de Schotten in de kwartfinale nipt te sterk waren.
De Graaf wist Ryan Searle en Thibault Tricole te verslaan op de Players Championship Finals. Scott Williams was hem in de derde ronde de baas.
Op het PDC World Darts Championship 2025, dat startte in december 2024, passeerde hij Rashad Sweeting in de eerste ronde, waarna hij Gary Anderson versloeg in de tweede ronde met een uitslag van 3-0. In ronde drie schakelde De Graaf Paolo Nebrida uit. Michael van Gerwen was in de vierde ronde te sterk.

#### 2025
Door tijdens Players Championships 08 achtereenvolgend Andy Baetens, Daryl Gurney, Berry van Peer, Ian White, Dylan Slevin en Dom Taylor te verslaan, bereikte De Graaf de finale, waarin Martin Schindler met een uitslag van 8-1 aan hem voorbijging.
Samen met Oskar Lukasiak kwam De Graaf op de World Cup of Darts uit voor Zweden. Het koppel won in de groepsfase van het duo uit Litouwen, maar het tweetal uit Frankrijk was te sterk. De Zweden bereikten wel de knock-outfase, waarin de spelers uit Hongkong zorgden voor hun uitschakeling.

## Privé
De Graaf woont samen met zijn Zweedse vriendin in Zweden. Sinds 2023 is hij Zweeds staatsburger.

## Prestatietabel

### BDO-toernooien
| Toernooi               | 2012 | 2013 | 2014 | 2015 | 2016 |
| BDO World Championship | GD   | 1R   | 1R   | 1R   | 1R   |
| BDO World Trophy       | NG   | NG   | KF   | F    | GD   |
| World Masters          | 5R   | 5R   | 5R   | 5R   | GD   |
| Zuiderduin Masters     | KF   | GD   | RR   | RR   | GD   |

### PDC-toernooien
| Toernooi                     | 2016 |
| PDC World Darts Championship | GD   |
| The Masters                  | GD   |
| UK Open                      | 3R   |
| Premier League Darts         | GD   |
| World Cup of Darts           |      |
| World Matchplay              |      |
| World Grand Prix             |      |
| European Darts Championship  |      |
| Grand Slam of Darts          |      |
| World Series of Darts Finals |      |
| Players Championship Finals  |      |
| PDC Order of Merit           | 85   |

| Prestatietijdlijn legenda | Prestatietijdlijn legenda   | Prestatietijdlijn legenda | Prestatietijdlijn legenda                                                          | Prestatietijdlijn legenda | Prestatietijdlijn legenda |
| ------------------------- | --------------------------- | ------------------------- | ---------------------------------------------------------------------------------- | ------------------------- | ------------------------- |
| NG GD                     | Niet gehouden Geen deelname | #R                        | Verlies in een ronde voor de kwartfinales (WR = Wildcardronde, RR = "Round robin") | KF                        | Verlies in de kwartfinale |
| HF                        | Verlies in de halve finale  | F                         | Verlies in de finale                                                               | W                         | Wint het toernooi         |

## Resultaten op wereldkampioenschappen

### BDO
- 2013: Laatste 32 (verloren van Jan Dekker 2-3)
- 2014: Laatste 32 (verloren van Martin Atkins 0-3)
- 2015: Laatste 32 (verloren van Brian Dawson 0-3)
- 2016: Laatste 32 (verloren van Richard Veenstra 2-3)

### PDC
- 2017: Laatste 64 (verloren van Jelle Klaasen met 1-3)
- 2019: Laatste 96 (verloren van Noel Malicdem met 2-3)
- 2024: Laatste 32 (verloren van Rob Cross met 2-4)
- 2025: Laatste 16 (verloren van Michael van Gerwen met 2-4)